# Gregor Jeretin
Gregor Jeretin (* 11. Juli 1959) ist ein deutscher ehemaliger Fußballspieler.

## Karriere
Der Abwehrspieler kam in der Saison 1988/89 für die SG Union Solingen auf 18 Einsätze in der 2. Bundesliga. Sein Debüt gab er am 20. August 1988 (4. Spieltag) beim 2:0-Heimsieg gegen den 1. FSV Mainz 05. Mit dem 0:4 gegen den 1. FC Saarbrücken am 38. Spieltag stand am Saisonende der Abstieg als Tabellenletzter in die Oberliga Nordrhein fest. In den Jahren zuvor war er unter anderem in der Oberliga Nord für den 1. SC Göttingen 05 sowie in der Oberliga Nordrhein für den Wuppertaler SV, den 1. FC Bocholt und den FV Bad Honnef aktiv, wo er jeweils unter Trainer Rolf Müller spielte.

## Vereine
- 1980–1982 FV Bad Honnef
- 1982–1985 1. FC Bocholt
- 1986–1987 Wuppertaler SV
- 1987–1988 1. SC Göttingen 05
- 1988–1989 SG Union Solingen